# Prekoluka
Prekolluk en albanais et Prekoluka en serbe latin (en serbe cyrillique : Преколука) est une localité du Kosovo située dans la commune/municipalité de Deçan/Dečani, district de Gjakovë/Đakovica (Kosovo) ou de Pejë/Peć (Serbie). Selon le recensement kosovar de 2011, elle compte 288 habitants, dont une majorité d'Albanais.

## Histoire
Dans le village, le moulin de Beqir Halil Haxhosaj est proposé pour une inscription sur la liste des monuments culturels du Kosovo.

## Démographie

### Évolution historique de la population dans la localité
| 1948 | 1953 | 1961 | 1971 | 1981 | 1991 | 2011 |
| ---- | ---- | ---- | ---- | ---- | ---- | ---- |
| 174  | 196  | 233  | 247  | 291  | 313  | 288  |

|  |